# Salvador Vives
Salvador Vives Gómez (Barcelona, 5 de marzo de 1943-Ibídem, 28 de marzo de 2020) fue un actor y actor de doblaje español.

## Biografía
Nació en el barrio de Pueblo Seco, de Barcelona y con tan solo quince años, ingresó en el Instituto del Teatro, de Barcelona. Pronto empezó a participar como actor en obras de teatro, entre ellas Esquina peligrosa. 
Trabajó en televisión en numerosas ocasiones en Estudio 1 o en la popular serie Crónicas de un pueblo.  
En cine fue actor de reparto en La familia bien, gracias en 1979. 
Cansado de viajar, decide centrarse en el mundo del doblaje, donde desarrollaría una prolífica carrera desde mediados de los años 70. Entre sus doblajes destacan a Jeremy Irons en El mercader de Venecia, Alec Baldwin en Infiltrados, Jeff Daniels en Las horas, Liam Neeson en Batman Begins, Michael Madsen en Kill Bill: Volume 2 y Kill Bill: Volume 2, Rupert Everett en La boda de mi mejor amigo, Jeff Bridges en The Men Who Stare at Goats, Peter Capaldi en Paddington, Chris Cooper en El patriota, Pierce Brosnan en Mars Attacks!, David Strathairn en Buenas noches, y buena suerte. 
Además de los actores citados están: Mark Harmon, Beau Bridges, Gabriel Byrne, Bruce Davison, Jeff Goldblum, Richard E. Grant, William H. Macy, Kyle MacLachlan, Sam Shepard, Stellan Skarsgård, David Strathairn, Christopher Walken. En catalán, solía doblar habitualmente a Mel Gibson y a Bruce Willis. Realizó más de 1500 doblajes.
También trabajó con frecuencia en publicidad tanto en catalán como en castellano.
En 1987, para TV3, fue presentador de televisión de Lotto 6/49.
Falleció el 28 de marzo de 2020 a los 77 años, en el Clínico de Barcelona a consecuencia de la infección con el SARS-CoV-2 (enfermedad COVID-19).

## Número de doblajes de actores más conocidos
- Voz habitual de Mark Harmon (en 19 películas).
- Voz habitual de Jeremy Irons (en 16 películas).
- Voz habitual de Rupert Everett (en 14 películas).
- Voz habitual de William H. Macy (en 12 películas).
- Voz habitual de Jeff Bridges (en 9 películas).